# Südöstliche Walsertaler Berge

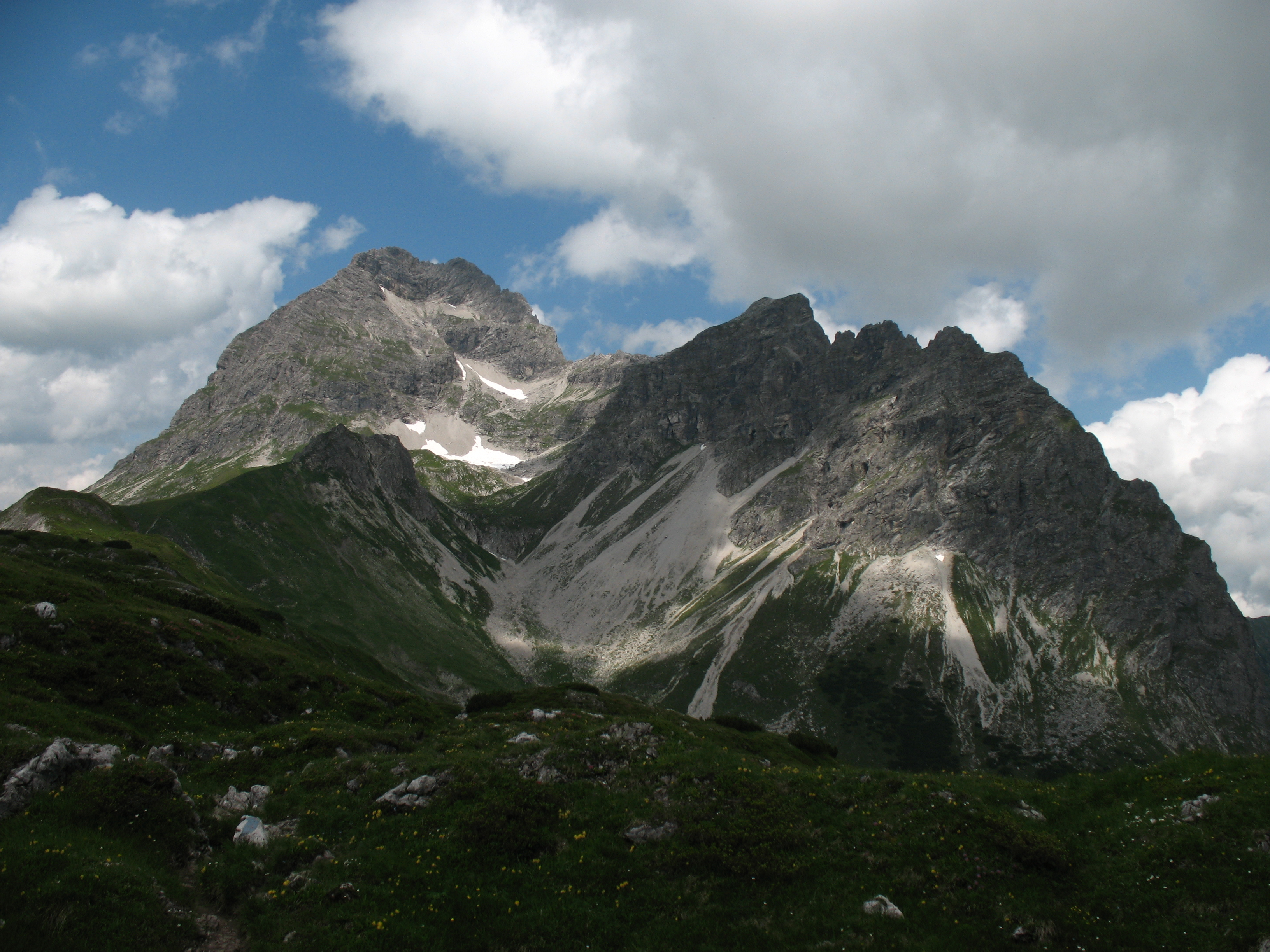
Großer Widderstein

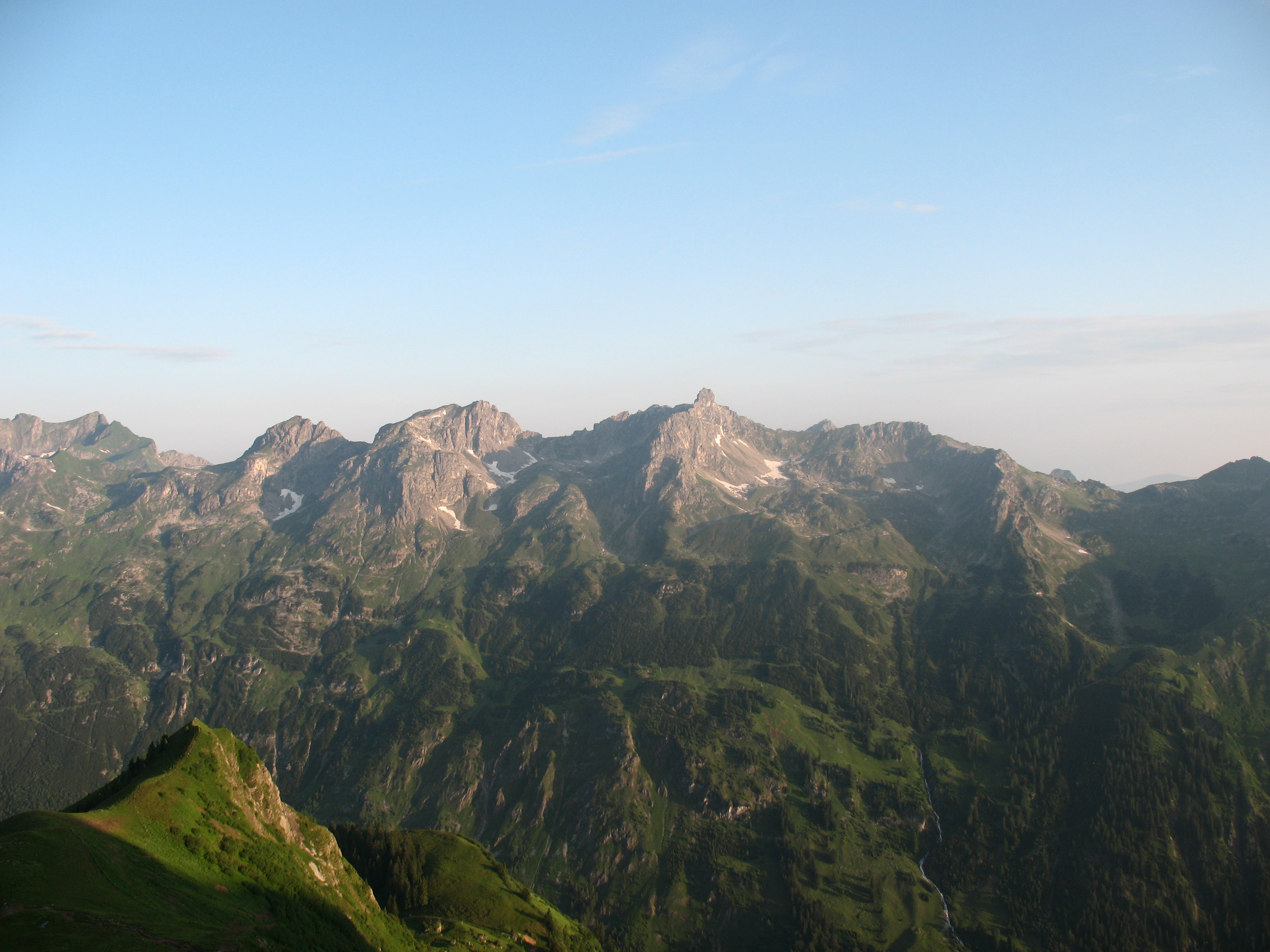
Schafalpenköpfe

Die Südöstlichen Walsertaler Berge sind eine Untergruppe der Allgäuer Alpen in Deutschland und Österreich. Mit 2533 Metern Höhe ist der Große Widderstein der höchste Gipfel der Untergruppe, die damit die vierthöchste Gruppe der Allgäuer Alpen ist. Mit dem Grenzstein 147 nahe dem Haldenwanger Eck befindet sich der südlichste Punkt Deutschlands in dieser Gruppe. In diesem Teil der Alpen liegen auch die Schafalpenköpfe, über deren Gipfel der Mindelheimer Klettersteig verläuft. An den Hängen von Fellhorn und Kanzelwand betreibt die Kleinwalsertaler Bergbahn das größte Skigebiet der Allgäuer Alpen.

## Grenzen und Umgebung
Von Oberstdorf im Norden ausgehend verläuft die Grenze der Südöstlichen Walsertaler Berge durch das Stillach- und Rappenalptal nach Süden und Südwesten hinauf zum Schrofenpass (1688 m). Von dort führt sie weiter ins Lechtal hinab nach Warth (1495 m) und nach Westen wieder hinauf zum Hochtannbergpass (1676 m). Ab hier geht es hinab ins Tal der Bregenzer Ach und damit in den Bregenzerwald bis nach Hinterhopfreben. Nun nach Osten hinauf zum Üntschenpass (1854 m) und weiter hinab ins Kleinwalsertal und wieder zurück nach Norden bis Oberstdorf.
Umgebende Untergruppen sind im Osten der Zentrale Hauptkamm mit dem die Verbindung über den Schrofenpass besteht. Nach Süden liegt über den Hochtannbergpass das Lechquellengebirge. Im Westen geht es über den Üntschenpass in die Nordwestlichen Walsertaler Berge.

## Berge
Höchster Punkt der Gruppe ist der Große Widderstein mit 2533 Metern Höhe. Es folgt der Elferkopf (2387 m). Weitere markante Berge sind das Geißhorn (2366 m), der Dritte (2320 m), Zweite (2302 m) und Erste Schafalpenkopf (2272 m), die Oberstdorfer Hammerspitze (2260 m), der Kleine Widderstein (2236 m), Heiterberg (2188 m), Alpgundkopf (2177 m), Bärenkopf (2083 m) und das Fellhorn (2037 m).

## Geologie
Aus geologischer Sicht gliedern sich die Südöstliche Walsertaler Berge in drei Bereiche. Der nordöstliche Teil um das Fellhorn besteht aus Flysch, nach Süden gefolgt von Gipfeln aus Hauptdolomit, wie am Widderstein oder den Schafalpenköpfen. Außerdem werden im westlichen Teil Berge wie der Heiterberg oder der Elferkopf aus Fleckenmergel gebildet.
Die Sedimentgesteine der Flyschzone um das Fellhorn bestehen hauptsächlich aus Sandstein und Sandkalken, Kieselkalken, Mergeln, Tonsteinen und Brekzien. Auffällig ist hier insbesondere die Einlagerung von schwarzen Hornsteinen und Glaukonit. Charakteristisch für die Gesteine ist die Verwitterungs-Unbeständigkeit, die sich an steilen Grasflanken durch den Einschnitt von Tobeln zeigt. Die Kaltzeit vor 16.000 Jahren hat die scharfen Grate hinterlassen.
Zwischen Fellhorn und Warmatsgundkopf (2058 m) zeigt sich die flache Überschiebung der Nördlichen Kalkalpen auf die Flyschzone, die den Übergang zum Gipfelbildner Hauptdolomit bildet. Durch tektonische Kräfte wurde dieses Gestein gefaltet, wobei im Gestein Risse entstanden. Diese „verheilten“ durch die Einlagerung von Calcit, die als feine weiße Adern durch das Gestein laufen. Bei Verwitterung sind dies die Schwachstellen und sorgen damit für die großen Schutthalden am Fuß von Hauptdolomit-Bergen.

## Seen

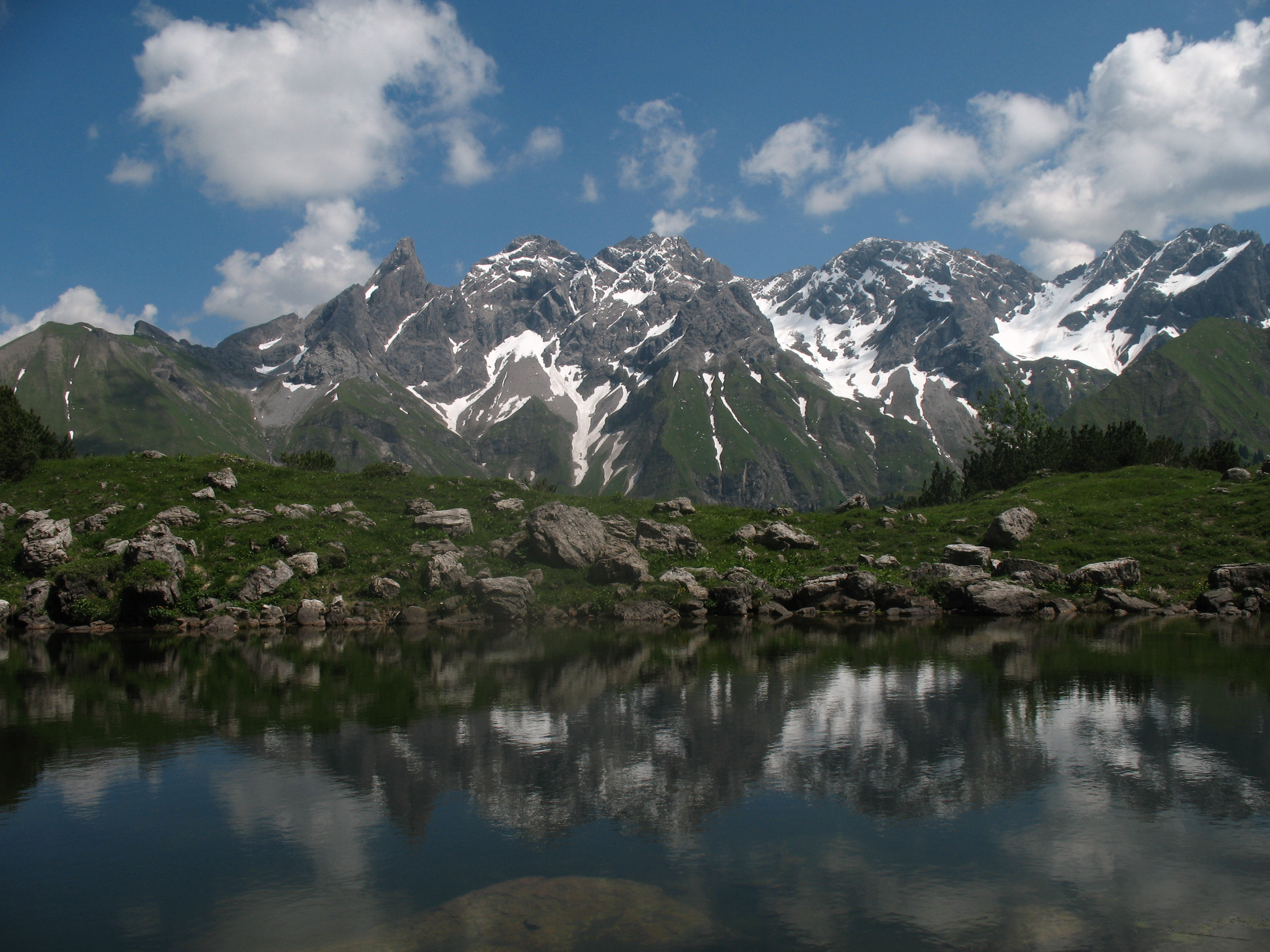
Am Guggersee

In den Hochlagen der Gebirgsgruppe gibt es drei kleine Seen: Hochalpsee (1970 m), Schlappoltsee (1719 m) und Guggersee (1709 m). Am Fuß des nördlichen Ausläufers liegt der Freibergsee (928 m).

## Natur
Auf deutscher Seite ist ein großer Teil der Südöstlichen Walsertaler Berge durch das 207 Quadratkilometer umfassende Naturschutzgebiet Allgäuer Hochalpen geschützt. Dazu befindet sich auf der Südostseite von Fellhorn, Schlappoltkopf und Söllerkopf das 163 Hektar große Naturschutzgebiet Schlappolt, in dem Gletscherlinse (Astragalus frigidus), Krähenbeeren (Empetrum), Einköpfiges Ferkelkraut (Hypochaeris uniflora) und die Netz-Weide (Salix reticulata) geschützt sind. Im Schlappoltsee wachsen zudem der seltene Schmalblättrige Igelkolben (Sparganium angustifolium) und das Faden-Laichkraut (Potamogeton filiformis). Reich an Pflanzen ist ebenfalls der Elferkopf.

## Alpinismus

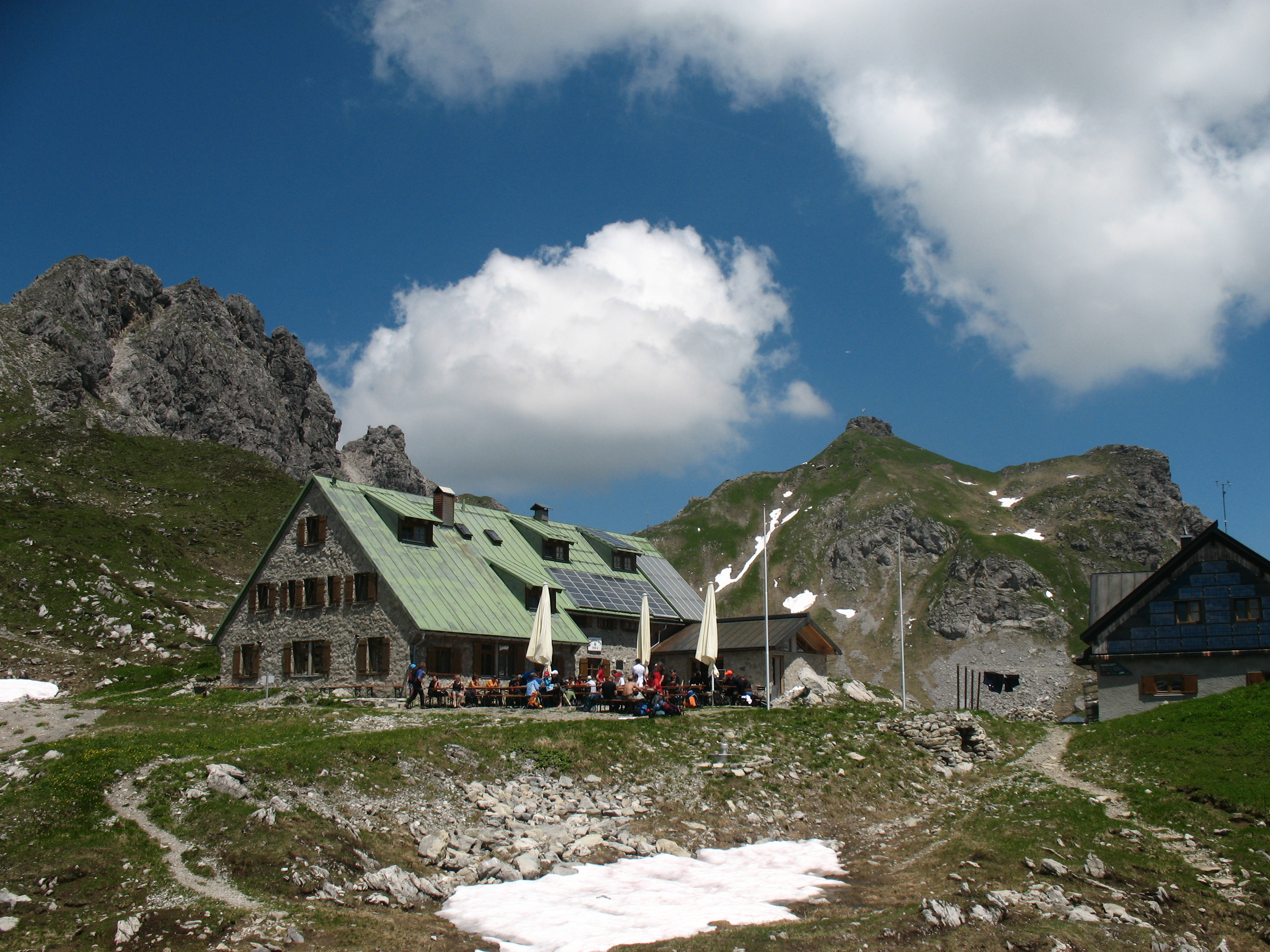
Mindelheimer Hütte

Mit der Fiderepasshütte (2067 m), die 110 Schlafplätze bietet und der Mindelheimer Hütte (2013 m), 120 Schlafplätze anbietend, stehen zwei Alpenvereinshütten in Untergruppe. Als weiterer Stützpunkt steht die privat geführte Widdersteinhütte (2009 m) zur Verfügung.

### Wandern und Bergsteigen
Die meisten Gipfel der Südöstlichen Walsertaler Berge sind nicht mit Wanderwegen erschlossen. Das dichteste Wegenetz, darunter auch Naturlehrpfade, findet sich an Fellhorn, Kanzelwand und Schlappoltkopf, die dazu noch mit Seilbahnen erschlossen sind. Außerdem stellt der Krumbacher Höhenweg zwischen Warmatsgundtal, Fiderepass- und Mindelheimer Hütte eine beliebte Zweitages-Wanderung dar.
Mit dem Großen Widderstein ist nur ein hoher Berg mit Weg und Markierungen erschlossen. Der Weg durch die schrofige Südflanke hat die Schwierigkeit I.

### Klettersteige

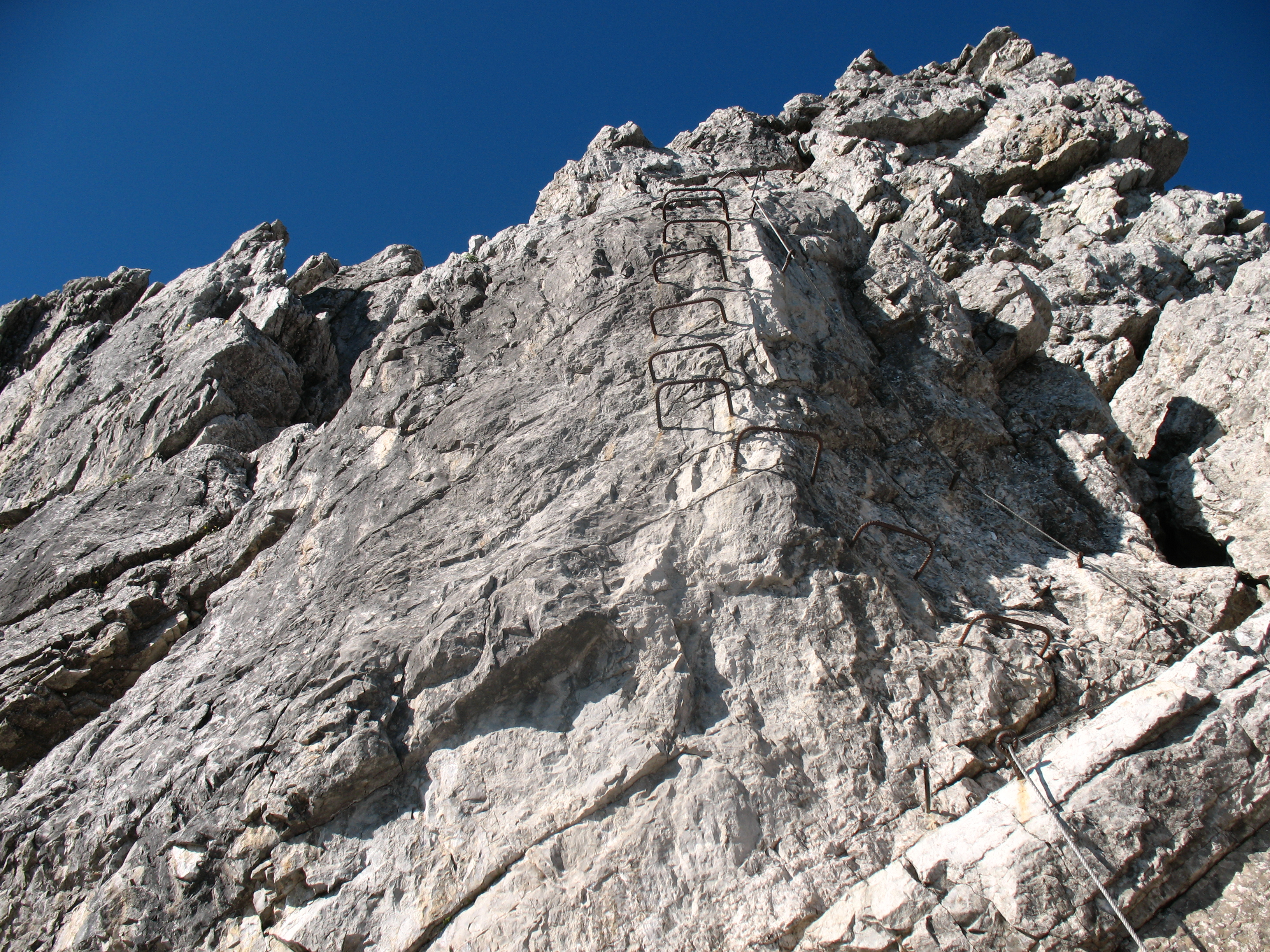
Mindelheimer Klettersteig

Seit dem Jahr 1975 führt der Mindelheimer Klettersteig über die drei Schafalpenköpfe. Dieser mittelschwere Klettersteig (C) wird über weite Strecken mit Drahtseilen, Eisenklammern und -stiften sowie Leitern versichert, beinhaltet jedoch auch längere ausgesetzte Gehpassagen, die Trittsicherheit und Schwindelfreiheit erfordern.
Seit 2008 gibt es an der Kanzelwand den Sportklettersteig Zwei-Länder-Steig, der mit der Schwierigkeit D eingestuft wurde. Zusätzlich gibt es noch einen kurzen Erlebnissteig der Schwierigkeit B.

### Klettern
Der Klettersport wird auch in den Südöstlichen Walsertaler Bergen ausgeübt. Er konzentriert sich größtenteils auf den südlichen Teil um Widderstein und Mindelheimer Hütte. Am Widderstein finden sich einerseits alte Routen, beispielsweise durch die Nordwand (Schwierigkeitsgrad IV+) aus dem Jahr 1897 von E. König und R. Schmierle oder die Westwand der Südschulter (V+). In den 1990er Jahren beging Patrick Henrichs 1995 mit Abrakadabra (V+) und 1996 mit Hiltimanie (VI) neue Routen an diesem Berg. Am Kleinen Widderstein gibt es eine Route im VI./A1 Grad durch die Ostwand des Nordgratturms, begangen 1958 durch A. Mey und W. von Spaeth.
In der näheren Umgebung der Mindelheimer Hütte finden sich ungefähr 60 Kletterrouten, sowohl in Klettergärten als auch in alpinem Gelände. Die Routen reichen bis zum unteren IX. Schwierigkeitsgrad, so die Route Dornröschen (IX-)an der Sechszinkenspitze. Klassische Routen finden sich unter anderem am Westnordwestgrat (V) des Geißhorns, Südostwand (V) des Angererkopfs oder der Südostwand (VI) der Sechszinkenspitze.
Eine beliebte, einfachere Tour stellt die Überschreitung von Hochgehren- und Oberstdorfer Hammerspitze dar, deren Schlüsselstelle eine kurze Wandstelle im III. Schwierigkeitsgrad ist.

## Wintersport und Bergbahnen

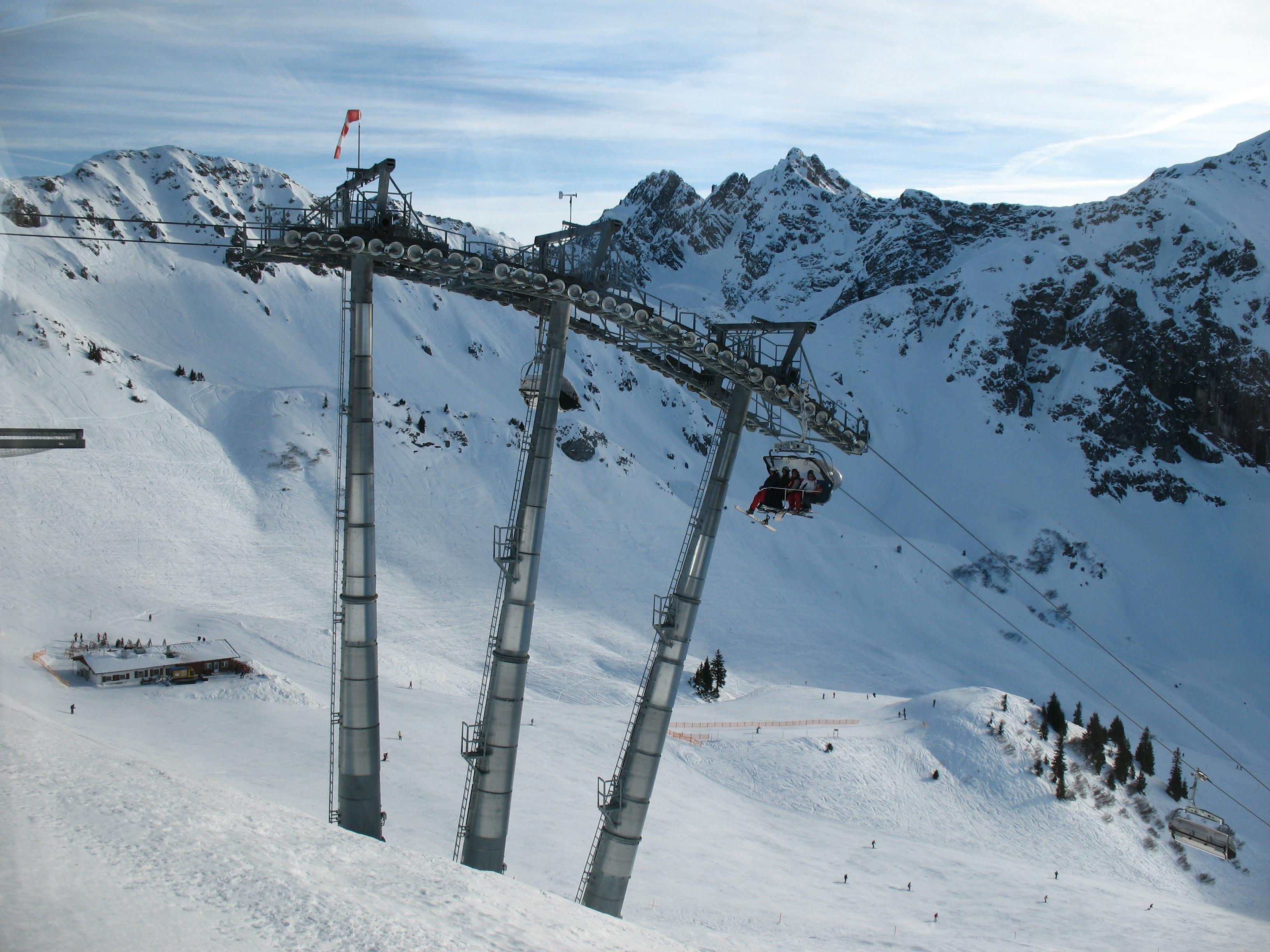
Skigebiet Kanzelwand

Das Skigebiet Fellhorn-Kanzelwand mit Fellhorn- und Kanzelwandbahn bildet das Zentrum des alpinen Skisports. Dabei befördern vier Kabinen-Seilbahnen, fünf Sessel- und fünf Schlepplifte den Besucher zu 24 Kilometern Skipiste. Die Fellhornbahn II ist dabei die längste Einseilumlaufbahn Deutschlands. Am Söllereck befindet sich ein zweites Skigebiet um die Söllereckbahn und vier Schlepplifte sowie einer Gesamtpistenlänge von elf Kilometern.
Auf der Heini-Klopfer-Skiflugschanze nahe dem Freibergsee finden regelmäßig Weltcup- und Weltmeisterschaftsspringen im Skifliegen statt.